# Acantharctia ansorgei
Acantharctia ansorgei är en fjärilsart som beskrevs av Rothschild 1910. Acantharctia ansorgei ingår i släktet Acantharctia och familjen björnspinnare. Inga underarter finns listade i Catalogue of Life.

## Bildgalleri

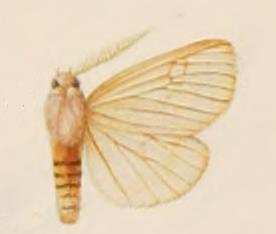